# Якимівський ґебіт
Яки́мівський ґебі́т, Яки́мівська окру́га (нім. Kreisgebiet Akimowka) — адміністративно-територіальна одиниця генеральної округи Таврія райхскомісаріату Україна з центром у Якимівці. Існувала протягом німецької окупації Української РСР.

## Історія
Округу утворено 1 вересня 1942 опівдні з Веселівського, Іванівського, Нижньосірогозького та Якимівського районів тодішньої Запорізької області. Нині два з чотирьох районів (за винятком Веселівського і Якимівського) належать до Херсонської області.
Станом на 1 січня 1943 Якимівський ґебіт поділявся на 4 німецькі райони: район Веселе (нім. Rayon Weseloje), район Іванівка (нім. Rayon  Iwanowka), район Нижні Сірогози (нім. Rayon Nischnije Sjerogosi) і район Якимівка (нім. Rayon Akimowka).
2 жовтня 1943 року окружний центр Якимівку зайняли радянські війська.